# Simulium altayense
Simulium altayense är en tvåvingeart som beskrevs av Cai 2005. Simulium altayense ingår i släktet Simulium och familjen knott. Inga underarter finns listade i Catalogue of Life.